# Brian A. Metcalf
Brian A. Metcalf és un cineasta nord-americà. Va escriure, dirigir i produir la pel·lícula de thriller criminal de Lionsgate Adverse, estrenada el febrer de 2021.

## Biografia
Metcalf va dirigir el drama/thriller de micropressupost The Lost Tree. L'estrena es va fer al TCL Chinese Theatre abans d'un llançament limitat a sales el 2012.
Metcalf va escriure, dirigir i produir Living Among Us, protagonitzada per John Heard (en la seva darrera actuació), William Sadler, James Russo, Esme Bianco, Andrew Keegan i Thomas Ian Nicholas. La pel·lícula va ser distribuïda per Sony Pictures Home Entertainment i es va estrenar a les sales limitades el 2017.
Metcalf va dissenyar el cartell del documental sirià Little Gandhi i va guanyar el premi Murray Weissman per això.
Metcalf va crear i dirigir la pel·lícula de drama/thriller Adverse, amb un repartiment que inclou Mickey Rourke, Lou Diamond Phillips, Sean Astin, Penelope Ann Miller, Matt Ryan, Jake T. Austin, Thomas Ian Nicholas, Andrew Keegan i Shelley Regner.
La pel·lícula va ser elogiada pels crítics, amb una puntuació del 75% a Rotten Tomatoes.
Adverse es va estrenar al Festival de CInema Fantasporto de Portugal. Metcalf va guanyar un premi Platinum Remi per dirigir Adverse'  al WorldFest-Houston International Film Festival de 2020]. També va guanyar una menció especial del Premi a l'Excel·lència d'IndieFEST pel seu treball a Adverse. Tant Deadline Hollywood com Variety van anunciar que Grindstone Entertainment de Lionsgate distribuiria la pel·lícula. Fou estrenada als cinemes el 12 de febrer de 2021.
Després de treballar junts a Adverse, Variety va anunciar una nova col·laboració entre Rourke i Metcalf titulada Twilight Into Darkness en la qual tots dos produirien i Metcalf dirigiria.
El 13 de desembre de 2022, Variety va anunciar que Metcalf escriuria, produiria, dirigiria i dirigiria una nova sèrie limitada anomenada Underdeveloped protagonitzada per Thomas Ian Nicholas,  Tom Arnold, Mark Pellegrino, Samm Levine, Shelley Regner, Kelly Arjen, Charlene Amoia, Nolan River i Jaret Reddick.

## Filmografia
| Film & TV | Film & TV                     | Film & TV                                         | Film & TV  |
| Any       | Cinema & TV                   | Crèdits                                           | Paper      |
| --------- | ----------------------------- | ------------------------------------------------- | ---------- |
| 2004      | Sorrows Lost                  | Guionista, director, productor                    |            |
| 2006      | The Egyptian Book of the Dead | productor, efects visuals                         |            |
| 2008      | Fading of the Cries           | Guionista, productor                              |            |
| 2012      | The Lost Tree                 | Guionista, director, productor, actor             | Pedestrian |
| 2018      | Living Among Us               | Guionista, director, productor, actor             | Paul       |
| 2021      | Adverse                       | Guionista, director, productor, actor             | Dante      |
| 2023      | Underdeveloped                | Showrunner, Guionista, director, productor, actor | Stan       |